# 艾古斯乡
艾古斯乡，是中华人民共和国新疆维吾尔自治区喀什地区英吉沙县下辖的一个乡镇级行政单位。当地有耕地面积1.75万亩，基本上达到人均2亩杏园、人均45株杏树的目标。

## 行政区划
艾古斯乡下辖以下地区：
上康帕村、下康帕村、先米来村、艾古斯村、托格日艾日克村、玉瑞克且克买里斯村、霍伊拉买里斯村和英其开艾日克村。